# Black Lotus
Black Lotus es el nombre inglés que recibe la carta más cotizada de Magic: el encuentro, un juego de cartas coleccionables, muy utilizada en diversos países.
Black Lotus, cuya traducción al español sería Loto Negro ha alcanzado precios de venta muy elevados en tiendas, subastas en línea y páginas de venta online. Se vende desde €8.000, habiendo alcanzado un precio de venta por $511.000.
El Black Lotus salió en tres primeras ediciones de Magic: Alpha, Beta y Unlimited, llegando a editarse 22.800 ejemplares. No se sabe el número exacto de cartas que hay en el mercado, ya que muchas han podido perderse, deteriorarse o haber sido destruidas.
Es el miembro principal del Power Nine junto con Mox Pearl, Mox Sapphire, Mox Jet, Mox Ruby, Mox Emerald, Time Walk, Ancestral Recall y Time Twister.
A efectos prácticos sobre el tablero de juego, el Black Lotus es un artefacto con coste de maná 0, que tiene la siguiente habilidad: «Girar y sacrificar el Black Lotus: agrega tres manás de un color cualquiera de tu elección a tu reserva de maná.»
El Black Lotus actualmente se encuentra restringido a una carta por mazo en los torneos oficiales de Magic en la modalidad Vintage (Tipo 1).
La Ilustración que acompaña a la cotizada carta es obra de Christopher Rush.